# Sátorosbánya
Sátorosbánya (szlovákul: Šiatorská Bukovinka) község Szlovákiában, a Besztercebányai kerületben, a Losonci járásban. A Novohrad-Nógrád UNESCO Globális Geopark települése.

## Fekvése
Fülektől 10 km-re délre, a magyar határ mellett fekszik. Közúti és vasúti határátkelőhely Magyarország felé.

## Története
A mai falu két korábbi település, Sátoros és Bükkrét egyesüléséből keletkezett. Sátoros a hagyomány szerint úgy keletkezett, hogy a már a középkorban is itt átmenő kereskedelmi úton közlekedő vásárba igyekvők a Béna patak mellett itt pihentek meg és vertek sátrat. Az úti táborozóhelyből fejlődött ki a település, mely a 18. században már Sátoros néven szerepel. Birtokosai a 19. század első felében a Máriássyak, majd részben az Orosziak, részben a Vécseyek voltak. Fejlődése akkor indult meg, amikor 1866-ban Winter Sámuel ezen a helyen kőbányát nyitott és a bánya műveléséhez Tirolból hozott munkásokat. A 20. század elején tulajdonosa Benyovits Lajos volt.
A település másik része, Bükkrét a 19. század elején alakult ki Somoskőújfalu határában. Birtokosai Somoskő várának urai, majd a Radvánszky, a Stahremberg és Sztojkovics családok. A 19. század végén Krepuska Géza lett a tulajdonosa. Lakói földműveléssel és favágással foglalkoztak. A hozzá tartozó Alsó- és Felsőmedvest a 19. század elején favágók alapították, Macskaluk pedig bányásztelepülésként keletkezett, ahol a kőbánya munkásai laktak. A Losonc-Fülek-Somoskőújfalu vasútvonal megépülése és 1871-ben történt átadása ugyancsak elősegítette a település fejlődését.
A határában álló Somoskő várát 1291 előtt a Kacsics nembeli Illés kezdte el építeni. 1310-ben Péter fia Leustach és Jakab (Illés unokái) Csák Máté hívei lettek és a várat is átadták neki. Csák Máté halála után, 1323-ban Károly Róbert elvette tőlük és Széchényi Tamásnak adta. 1411-ben Széchényi Tamás és Simon kezén találjuk. 1455-ben Széchényi Gúthi Országh Mihálynak adta zálogba, majd 1461-ben lánya, Hedvig házassága révén Losonczy Albert zálogbirtoka lett. 
1481-ben a Széchényiek kihalásával királyi adományként már végleg a Losonczy családé. Az addig főként védelmi célokat szolgáló várat a Losonczyak lakájosabbá tették. Ekkor épült meg a palota és a kiszolgáló gazdasági épületek. A 15. században épült meg a nyugati torony, mely ma is vár meghatározó építménye. Az 1552. évi török hadjárat során a szomszédos várak török kézre kerültek, Somoskő azonban egészen 1576-ig kitartott. A vár ura Losonczy István Temesvár kapitányként esett el, a várat Anna lánya örökölte, aki Ungnád Kristóf későbbi horvát bán felesége lett. A várat 1576-ban Ali füleki bég rövid ostrom után foglalta el úgy, hogy az Ungnád által megbízott fiatal várkapitány, Modolóczy Miklós a vár őrségével éjszaka Eger várába szökött. A Pálffy Miklós és Tieffenbach Kristóf vezette keresztény seregek 1593 őszén kardcsapás nélkül foglalták vissza, mert a törökök kivonultak a katonai jelentőségét vesztett várból. A vár sorsa 1682-ben pecsételődött meg, amikor a Fülek várát ostromló török sereg portyázói felgyújtották. Ezután falait már nem javították ki, a vár fokozatosan rommá lett.
A trianoni békeszerződésig területe Nógrád vármegye Füleki járásához tartozott. Ezután az új csehszlovák állam része lett, de 1938 és 1944 között az első bécsi döntés értelmében visszakerült Magyarországhoz.
1956-ban kultúrház épült, majd egy évvel később megalakult a termelőszövetkezet. 1959-ben az addig Ragyolchoz tartozó település önálló lett.

## Népessége
| Év:            | 1994. | 2004.    | 2014.   | 2024.    |
| -------------- | ----- | -------- | ------- | -------- |
| Emberek száma: | 371   | 333      | 318     | 262      |
| Eltérés:       |       | -10,24 % | -4,50 % | -17,61 % |

| Év:            | 2023. | 2024.   |
| -------------- | ----- | ------- |
| Emberek száma: | 268   | 262     |
| Eltérés:       |       | -2,23 % |

2001-ben 358 lakosából 303 szlovák és 26 magyar volt.
2011-ben 315 lakosából 265 szlovák és 22 magyar volt.
2021-ben 289 lakosából 23 (+5) magyar, 258 (+2) szlovák, 3 egyéb és 5 ismeretlen nemzetiségű volt.

## Nevezetességei

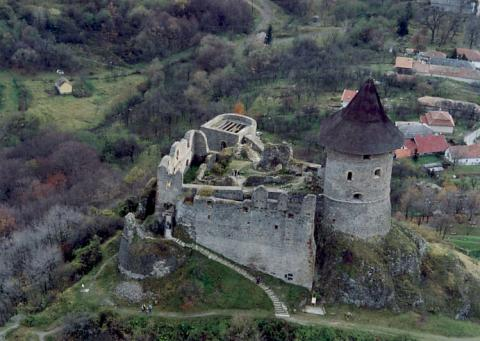
Somoskő vára
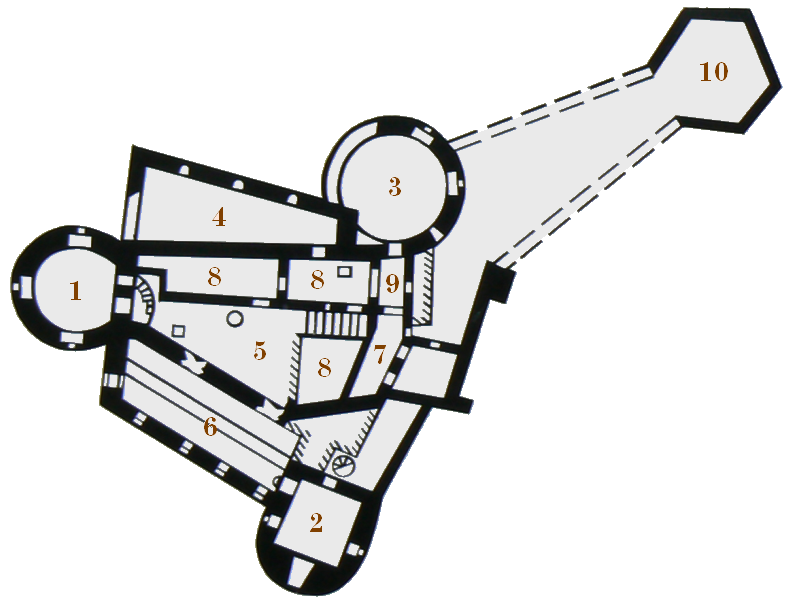

- A község határában, közvetlenül a magyar határ mellett áll Somoskő vára.
- Szent Péter és Pál apostolok tiszteletére szentelt római katolikus temploma.

## Külső hivatkozások
- Hivatalos oldal
- E-obce.sk Archiválva 2011. november 13-i dátummal a Wayback Machine-ben
- A község a régió honlapján[halott link]
- Somoskő története
- A Novohrad-Nógrád UNESCO Globális Geopark települései